# Кріс Вітті
Сер Крістофер Джон Макрей Вітті (англ. Christopher John MacRae Whitty, 21 квітня 1966, Глостер) — британський епідеміолог, який є головним медичним спеціалістом Англії та головним медичним радником уряду Великої Британії з 2019 року. Вітті був головним науковим радником міністерства охорони здоров'я та соціального забезпечення та головою Національного інституту досліджень охорони здоров'я та догляду з 2016 по 2021 рік. Він також був виконувачем обов'язків головного наукового радника уряду з 2017 по 2018 рік. Він є почесним професором фізики Грешем-коледжу.
З березня 2020 року Вітті відігравав ключову роль у розробці заходів проти поширення COVID-19 у Великій Британії разом із головним науковим радником уряду сером Патріком Валлансом. У 2022 році Вітті було призначено кавалером Ордена Лазні за заслуги в галузі охорони здоров'я.

## Ранні роки життя
Вітті народився в Глостері 21 квітня 1966 року, та став першим із 4 синів Кеннета та Сюзанни Вітті. Його батько був офіцером Британської Ради, який працював у різних країнах, включаючи Нігерію, де родина жила в Кадуні, та Малаві. Коли він працював заступником директора Британської Ради в Афінах, Кеннет Вітті був убитий бойовиками з організації Абу Нідаля в 1984 році, коли Крісу Вітті було 17 років. Мати Кріса Вітті була вчителькою. Його дядько по материнській лінії сер Крістофер Макрей також був дипломатом, а його бабуся Грейс Саммерхейз була піонером-акушеркою в Африці, яка допомогла відкрити перший пологовий будинок у Гані в 1928 році. Його дідусь по батьковій лінії Джон Вітті загинув під час Другої світової війни, а його двоюрідним дідом був сер Джордж Колдстрім.
Після смерті батька Вітті відправили назад до Великобританії для навчання, де він відвідував школу «Windlesham House School» у Пулборо в Західному Сассексі, і коледж Малверн у Вустерширі. Потім він навчався в Пембрук-коледжі, Оксфорд (бакалавр фізіології, доктор медичних наук), коледжі Вольфсон, Оксфорд (бакалавр медицини, 1991, де він також був головою-засновником Національного комітету післядипломної освіти), Лондонській школі гігієни та тропічної медицини (диплом з тропічної медицини та гігієни, 1996; магістр епідеміології, 1996), Нортумбрійський університет (магістр медичного права, 2005), Університет Геріот-Ватт (магістр ділового адміністрування, 2010) та Відкритий Університет (диплом з економіки).

## Кар'єра
Вітті є практикуючим лікарем-консультантом Національної служби охорони здоров'я (NHS) у лікарнях Університетського коледжу Лондона (UCLH) і лікарні тропічних захворювань, а також був професором фізики Грешема в Грешем-коледжі, посада в якому датується 1597 роком. До того як він став головним медичним спеціалістом, він був професором громадської та міжнародної охорони здоров'я в Лондонській школі гігієни та тропічної медицини (LSHTM), де він також був директором Центру боротьби з малярією, і він залишився там запрошеним професором. Вітті працював лікарем і дослідником із запобігання або лікування інфекційних захворювань у Великій Британії, Африці та Азії, особливо малярії та інших паразитарних захворювань, а також інших інфекцій, спричинених незадовільними умовами життя. У 2008 році Фонд Білла і Мелінди Гейтс виділив Лондонській школі гігієни та тропічної медицини 31 мільйон фунтів стерлінгів на дослідження малярії в Африці. У той час Вітті був головним дослідником консорціуму ACT, який проводив дослідницьку програму.

### Робота в урядових структурах
З 2009 по 2015 рік Кріс Вітті був головним науковим радником і директором з досліджень міністерства міжнародного розвитку (DFID). Він очолював відділ досліджень і доказів, який займався дослідженнями охорони здоров'я, сільського господарства, зміни клімату, енергетики, інфраструктури, економіки та управління. Протягом цього часу разом із співавторами Нілом Фергюсоном і Джеремі Фарраром він написав статтю в журналі «Nature» під назвою «Інфекційна хвороба: важкий вибір для зменшення передачі гарячки Ебола», пояснюючи реакцію уряду Великої Британії на Еболу на підтримку уряду Сьєрра-Леоне, у розробці якого Вітті грав провідну роль, включаючи пропозицію побудувати та підтримувати центри, де люди могли б добровільно самоізолюватися, якщо б вони підозрювали, що у них може бути ця хвороба.
З січня 2016 року по серпень 2021 року Вітті був головним науковим консультантом міністерства охорони здоров'я та соціального забезпечення, відповідаючи за науково-дослідну та дослідно-конструкторську роботу міністерства, в тому числі очолював Національний інститут досліджень охорони здоров'я та догляду. З 2017 по 2018 рік він також був тимчасовим головним науковим радником уряду та керівником науково-технічної служби в уряді. Протягом цього періоду сталося отруєння в Солсбері в 2018 році газом «Новичок», військовою нервово-паралітичною речовиною, а Вітті очолював урядову науково-консультативну групу з надзвичайних ситуацій і консультував службу безпеки щодо цього отруєння.
У 2019 році Вітті призначили головним медичним спеціалістом Англії.

#### Пандемія COVID-19
Вітті та двоє його заступників, Дженні Гарріс і Джонатан Ван-Там, займали високе становище під час спалаху COVID-19. Це включало появу — часто з прем'єр-міністром Борисом Джонсоном і головним науковим радником сером Патріком Валлансом — на телевізійних прес-конференціях і надання свідчень парламентським органам. З 19 березня Вітті з'явився в публічних інформаційних рекламах на національному телебаченні, пояснюючи урядову стратегію соціального дистанціювання, щоб зменшити поширення вірусу під час пандемії.
27 березня повідомлялося, що Вітті самоізолювався внаслідок симптомів, схожі на COVID-19, після того як Борис Джонсон і міністр охорони здоров'я Метью Генкок мали позитивний результат тестування на коронавірус. Повідомлено, що 6 квітня він повернувся до роботи, позбувшись симптомів коронавірусу. У липні Вітті сказав Комітету лордів з питань науки і технологій, що подолання хвороби у Великій Британії буде дуже складним, ця точка зору була заперечена іншими вченими, включаючи членів незалежної наукової групи з надзвичайних ситуацій.
На телевізійному брифінгу 12 жовтня, на якому прем'єр-міністр представив три рівні локальних обмежень, Вітті сказав, що він «не впевнений», що заходів найвищого рівня буде «достатньо, щоб подолати хворобу». Вітті та Валланс представили оновлені дані та прогнози на телевізійному брифінгу 31 жовтня, де прем'єр-міністр оголосив про посилення заходів для всієї Англії.
Під час спалаху редактор BBC з питань охорони здоров'я Г'ю Пім назвав його «посадовцем, який, ймовірно, матиме найбільший вплив на наше повсякденне життя будь-якого окремого політика в наш час». Автор скетчів The Guardian Джон Крейс описав його як «Головного гіка, якого тепер усі вважають фактичним прем'єр-міністром країни». У той же час Вітті порівнювали з Джеймсом Нівеном, шотландським лікарем, відомим тим, що він знизив рівень смертності від грипу під час пандемії грипу 1918 року в Манчестері.
Під час різдвяних вихідних 2020 року помітили, що Вітті лікує хворих коронавірусною хворобою в Лондоні. Було сказано, що він «працював позмінно як практикуючий лікар [та] лікар-консультант в лікарні Університетського коледжу Лондона… у пульмонологічному відділенні в північному Лондоні протягом вихідних і святкових днів».
26 червня 2021 року група протестувальників проти обмежень COVID-19 провела демонстрацію біля квартири Вітті в центрі Лондона. Раніше в цьому місяці Вітті переслідував вулицею відомий активіст проти вакцинації, який кричав на нього, що він брехун, а в лютому його кілька разів називали брехуном, коли він чекав обіду на винос у кіоску вуличної їжі.
27 червня Вітті став об'єктом жорстокого поводження, описаного Борисом Джонсоном як «зневажливе переслідування», з боку двох представників громадськості в парку Сент-Джеймс у Вестмінстері, які зняли цю подію для соціальних мереж. Міністр охорони здоров'я Саджид Джавід заявив, що така поведінка не буде схвалюватися і що винним «має бути соромно». Міністр з питань вакцин Надхім Захаві заявив, що вони були «головорізами» і їм повинні пред'явити звинувачення. Столична поліція підтвердила, що розслідує інцидент. 2 липня 23-річного чоловіка з Ромфорда у Східному Лондоні звинуватили у нападах. Чоловік раніше вибачився за усі неприємності і сказав, що втратив роботу агента з нерухомості через інцидент. 6 липня другому чоловіку у віці 24 років, який не має постійного місця проживання, було висунуто звинувачення у нападі та перешкоджанні поліції. 30 липня чоловіка, який зізнався в одному звинуваченні в нападі через побиття, було засуджено до 8 тижнів позбавлення волі умовно на 2 роки та штрафу в розмірі 100 фунтів стерлінгів. Суд над другим чоловіком, який не визнав себе винним за тим же обвинуваченням, розпочався в грудні 2021 року, коли обвинувачений з'явився по відеозв'язку зі свого дому. Проте судове засідання було відкладено до 4 січня 2022 року, оскільки суд не зміг побачити докази з камер відеоспостереження через відеозв'язок.

## Нагороди та відзнаки
Вітті отримав звання кавалера Ордена Лазні під час новорічних нагороджень 2015 року за громадські та добровільні послуги у галузі тропічної медицини у Великій Британії та Африці. Він є членом Академії медичних наук.
Публічні лекції, в яких викладено його погляди на вирішення сучасних проблем медицини та охорони здоров'я, включають понад 20 лекцій Грешема на такі теми, як інфекційні захворювання, громадське здоров'я, рак, серцево-судинні захворювання; Гарвейську промову, і лекцію Мілроя в Королівському коледжі лікарів у 2017 році.
У вересні 2021 року Вітті отримав ступінь почесного доктора Плімутського університету на знак визнання його підтримки дослідницької спільноти медичних наук університету.
У 2022 році Вітті отримав звання кавалера Ордена Лазні за заслуги в галузі охорони здоров'я. У 2023 році він був обраний членом Королівського товариства. У 2023 році він був нагороджений Королівською медаллю Королівського товариства.

## Особисте життя
Знайомі описують Вітті як самотню особу. Він неодружений і не має дітей.

## Вибрані публікації
- Whitty, Christopher J. M.; Farrar, Jeremy; Ferguson, Neil; Edmunds, W. John; Piot, Peter; Leach, Melissa; Davies, Sally C. (2014). Infectious disease: Tough choices to reduce Ebola transmission (PDF). Nature. 515 (7526): 192—194. Bibcode:2014Natur.515..192W. doi:10.1038/515192a. PMID 25391946. (англ.)
- Whitty, C. J. (2017). Harveian Oration 2017: Triumphs and challenges in a world shaped by medicine. Clinical Medicine. 17 (6): 537—544. doi:10.7861/clinmedicine.17-6-537. PMC 6297683. PMID 29196355. (англ.)
- Lewis, A. C.; Jenkins, D.; Whitty CJM (2023). Hidden harms of indoor air pollution - five steps to expose them. Nature. 614 (7947): 220—223. Bibcode:2023Natur.614..220L. doi:10.1038/d41586-023-00287-8. PMID 36755167. (англ.)